# Saint-Christophe-et-Niévès aux Jeux du Commonwealth
Saint-Christophe-et-Niévès participe aux Jeux du Commonwealth depuis les Jeux de 1978 à Edmonton. En 1978, il participe en tant que Saint-Christophe-Niévès-Anguilla, colonie britannique. Absent des Jeux de 1982 et de 1986, il obtient son indépendance en 1983 en se séparant d'Anguilla (qui participe dès lors séparément aux Jeux), et participe à tous les Jeux depuis 1990. 

## Description
Saint-Christophe-et-Niévès a une seule médaille à son palmarès : la médaille d'or obtenue par sa star Kim Collins à l'épreuve du 100 mètres hommes en 2002, remportée en 9,98 secondes. 
Le pays a participé presque exclusivement à des épreuves d'athlétisme. Ses représentants Vincent Benjamin et Cedric Maynard participent néanmoins à des épreuves de cyclisme en 1978, tout comme Calvin Prentice en 1990, et trois Christophiens prennent part aux épreuves de tennis de table en 2014.

## Médailles
| Nom         | Jeux | Médaille      | Discipline | Épreuve           | Résultat |
| ----------- | ---- | ------------- | ---------- | ----------------- | -------- |
| Kim Collins | 2002 | Médaille d'or | Athlétisme | 100 mètres hommes | 9,98 s   |